# Droits LGBT au Bénin
Les personnes lesbiennes, gays, bisexuelles, et transgenres (LGBT) au Bénin font face à des problèmes légaux que les résidents non-LGBT n'affrontent pas, même si les relations sexuelles entre personnes de même sexe sont reconnues comme légales.

## Lois concernant les relations sexuelles entre les gens du même sexe
Le code pénal en vigueur au Bénin est le « Code pénal de l'Afrique-Occidentale française » adopté par décret colonial le 6 mai 1877. Le Bénin a une majorité sexuelle plus élevée pour les actes homosexuels. Un amendement de 1947 a fixé une majorité sexuelle générale de 13 ans pour les relations sexuelles hétérosexuelles, mais il a pénalisé les rapports homosexuels où une personne a moins de 21 ans : « Sera puni d'un emprisonnement de six mois à trois ans et d'une amende de 200 F à 50 000 F quiconque aura commis un acte impudique ou contre nature avec un individu de son sexe mineur de vingt et un ans,.»
Par ailleurs, un projet de refonte de ce Code est en cours depuis 1996. Le projet de Code Pénal du Bénin de 1996 a inclus une clause homophobe qui aurait proscrit tout acte indécent et tout acte contre nature avec une personne du même sexe, passible d'une peine d'emprisonnement d'un à trois ans et d'une amende de 100 000 à 500 000 francs. L'Assemblée nationale s’est mise à la révision du code pénal en 1996, 2001, 2008, et 2010, mais elle n'a pas encore codifié un code pénal contemporain qui aborde les relations homosexuelles – ces projets de Code sont toujours restés lettre morte. Ainsi, la seule loi en vigueur en ce qui concerne les relations homosexuelles date de 1949 et fixe un âge inégal de majorité sexuelle pour les rapports hétérosexuels et homosexuels. Contrairement au projet de Code Pénal de 1996, le projet de Code Pénal de 2008 ne comporte aucune référence à la peine des rapports sexuels entre adultes consentants (homosexuels ou hétérosexuels) en privé.
En réponse à son Examen périodique universel de 2008 (un mécanisme utilisé par le Conseil des droits de l'homme des Nations unies), le représentant du Bénin a déclaré, « en ce qui concerne la question de l'homosexualité, le phénomène n'est pas ignoré mais il est marginal. Les familles ne permettraient jamais que leurs enfants soient poursuivis en justice pour une telle infraction, alors aucune décision judiciaire n’a jamais été rendue, même si elle est prévue par la loi. » Mais cette réponse officielle est inexacte parce que l'Assemblée nationale du Bénin n'a pas encore codifié de code pénal contemporain qui aborde les relations de même sexe.
Le 4 mars 2013, l'ambassadeur français a invité la ministre béninoise de la Justice à une réunion pour discuter de la réponse officielle du Bénin sur son Examen périodique universel de 2012. Le Bénin avait rejeté les recommandations des États qui ont demandé un amélioration de la situation des personnes LGBT au Bénin. Lors de la réunion du 4 mars, la ministre s’est tournée vers son directeur adjoint qui a ensuite déclaré que « certaines choses serait rectifiées »[source insuffisante].

### Extrait du Code Pénal du Bénin de 2008 concernant les relations sexuelles entre personnes du même sexe
Paragraphe 1 : De l’outrage public de l’attentat à la pudeur
Article 542 : Toute personne qui aura commis un outrage public à la pudeur sera punie d’un emprisonnement de trois mois à deux ans et d’une amende de cinquante mille francs  à deux cent cinquante mille  francs.
Article 543: Tout attentat à la pudeur, commis ou tenté sans violence ni contrainte, ni surprise sur la personne d’un mineur de quinze ans, sera puni d’un emprisonnement de trois ans à cinq ans et d’une amende de cinquante mille francs  à deux cent cinquante mille  francs  ou de l’une de ces deux peines seulement.
Sans préjudice des peines plus graves prévues par l’alinéa précédent ou par l’article 545 du présent code, sera puni d’un emprisonnement de six mois à trois ans et d’une amende de cinquante mille francs  à deux cent cinquante mille francs  quiconque aura commis un acte impudique ou contre nature avec un individu mineur du même sexe.
Toutefois, l’attentat à la pudeur sur la personne d’un mineur de quinze ans sera puni d’un emprisonnement de cinq ans à dix ans et d’une amende de cent vingt mille francs à un million de francs  ou de l’une de ces deux peines seulement lorsqu’il aura été commis ou tenté soit avec violence, contrainte ou surprise, soit par ascendant légitime, naturel ou adoptif de la victime ou par une personne ayant autorité sur elle, soit par deux ou plusieurs auteurs ou complices, soit encore par une personne qui a abusé de l’autorité que lui confèrent ses fonctions.
Article 544 : Quiconque aura commis ou tenté de commettre un attentat à la pudeur, consommé ou tenté avec violence contre des individus de l’un ou de l’autre sexe, sera puni de la réclusion criminelle à temps de cinq ans à dix ans.
Si le crime a été commis sur la personne d’un enfant en dessous de l’âge de quinze ans accomplis, le coupable subira le maximum de la peine de réclusion criminelle à temps de dix ans à vingt ans.
Article 545 : Si les coupables sont les ascendants de la victime de l’attentat; s’ils sont de ceux qui ont autorité sur elle; s’ils sont de ceux qui sont chargés de son éducation ou ses serviteurs à gages ; ou serviteurs à gages des personnes ci-dessus désignées, en l’occurrence ascendants, personnes d’autorité et éducateurs; s’ils sont fonctionnaires ou ministres d’un culte; ou si le coupable quel qu’il soit, a été aidé dans son crime par une ou plusieurs personnes, la peine sera celle de la réclusion criminelle à temps de dix ans à vingt ans dans le cas prévu en l’article 543.

## Reconnaissance des relations entre personnes de même sexe
Il n'y a aucun droit qui reconnaît les relations entre personnes de même sexe.
Le gouvernement a reconnu les relations homosexuelles des membres du corps diplomatique étranger en accordant les visas diplomatiques et l'immunité diplomatique aux partenaires gays et lesbiens des diplomates homosexuels près le Bénin.

## Protection contre la discrimination
Il n'existe aucune protection juridique contre la discrimination fondée sur l'orientation sexuelle. Bien que l'article 36 de la Constitution Béninoise dise :
« Chaque Béninois a le devoir de respecter et de considérer son semblable sans discrimination aucune et d'entretenir avec les autres des relations qui permettent de sauvegarder, de renforcer et de promouvoir le respect, le dialogue et la tolérance réciproque en vue de la paix et de la cohésion nationale. »
Le préambule de la Constitution béninoise prend un engagement fort pour la protection des droits humains en général :
« NOUS, PEUPLE BÉNINOIS 
- Exprimons notre ferme volonté de défendre et de sauvegarder notre dignité aux yeux du monde et de retrouver la place et le rôle de pionnier de la démocratie et de la défense des Droits de l'Homme qui furent naguère les nôtres ;
- Affirmons solennellement notre détermination par la présente constitution de créer un État de droit de démocratie pluraliste, dans les droits fondamentaux de l'homme, les libertés publiques, la dignité de la personne humaine et la justice sont garantis, protégés et promus comme la condition nécessaire au développement véritable et harmonieux de chaque béninois tant dans sa dimension temporelle, culturelle que spirituelle ;
- Réaffirmons notre attachement aux principes de la Démocratie et des droits de l'Homme tels qu'ils ont été définis par la charte des Nations Unies de 1945 et la déclaration Universelle des Droits de l'Homme de 1948, à la charte Africaine des Droits de l'Homme et des peuples adoptés en 1981 par l'Organisation de l'Unité Africaine, ratifiée par le Bénin le 20 janvier 1986 et dont les dispositions font partie intégrante de la présente constitution et du Droit béninois et une valeur supérieure à la loi interne…. »
En 2021, un agresseur de trois femmes transgenres est condamné pour 12 mois de prison, dont six mois ferme pour « coups et blessures volontaires ».

## Conditions de vie
Il existe au Bénin de nombreuses associations qui luttent pour l'amélioration et le respect des droits LGBT, parmi lesquelles Bénin Synergie Plus (BESYP), AFRO Bénin, l’Union pour la solidarité, l’Entraide et le développement (USED), Les Amis de Sans Voix, Hirondelle Club Bénin et Tous Nés Libres et Égaux.
Le Rapport des droits de l'homme du département d’État des États-Unis affirme[Quand ?] qu'il n'est au courant d'aucune affaire criminelle qui implique l'homosexualité ni d'aucun cas de discrimination sociétale ou de violence fondée sur l'orientation sexuelle d'une personne. Toutefois, des faits sociaux et rapports des associations démontrent que les personnes LGBT du Bénin qui vivent publiquement leur orientation sexuelle sont victimes de discrimination, de harcèlement, de violence et d'extorsion de fonds.
Au début des années 2000, une femme béninoise transgenre est attaquée à Parakou avec un couteau. En 2006, un étranger, libéré plus tard sous caution de 700 000 F, passe deux mois dans une prison béninoise en attente de procès, accusé d'outrage à la pudeur publique fondé sur son homosexualité supposée, en se basant sur l'affirmation d'un de ses amis[réf. nécessaire].
En avril 2021, un groupe de personnes agresse et dénude trois femmes transgenres à une fête d'anniversaire à Cotonou.

« Notre ‘ami’ a appelé Fati à l’extérieur, mais une fois dehors il n’était plus là. Deux garçons ont alors commencé à l’agresser et à voler ses biens, après lui avoir demandé si elle était un homme ou une femme. Nous avons voulu sortir pour la rejoindre mais la porte avait été fermée. On ne pouvait ni s’enfuir, ni aider Fati. Finalement la porte a été ouverte et nous nous sommes aussi retrouvées dehors avec elle. On m’a demandé si je suis un garçon ou une femme, je n’ai pas répondu, puis j’ai dit que je suis une femme transgenre. L’homme qui m’a posé la question n’a pas compris ce que je disais. Il m’a alors touché et a commencé à me gifler quand il a constaté que je n’avais pas de seins. »

— Témoignage de l'une des victimes à Amnesty International
Des responsables d'associations LGBT déclarent subir divers discriminations.

« Avant l’agression de ces trois filles, j’étais déjà la cible d’insultes auxquelles je ne répondais jamais. Après l’agression la situation a empiré. Cinq membres de l’association dont moi-même, ont reçu des menaces. Dans mon quartier, j’arrive difficilement à sortir, et mes parents ont menacé de me renvoyer de la maison en m’accusant d’être un enfant maudit. »

— La présidente d'une association LGBT au Bénin
L'association Hirondelle Club Bénin aide des adolescents sans-abri qui sont chassés de leurs maisons en raison de leur orientation sexuelle et leur identité de genre.
Le 17 mai 2013, les associations LGBT de Cotonou ont organisé une manifestation publique en faveur de la Journée mondiale de lutte contre l'homophobie à l'Institut Français de Cotonou qui a attiré un public divers de 200 personnes. Peut-être pour la première fois un débat ouvert a eu lieu où les Béninois pouvaient exprimer leur soutien pour et leurs questions et préoccupations au sujet de l'homosexualité au Bénin. Plusieurs personnes se sont ouvertement identifiées comme gay, et plusieurs autres comme homophobes.

## Référence
1. ↑  « State-sponsored Homophobia: A world survey of laws prohibiting same sex activity between consenting adults », ILGA (consulté le 4 avril 2013)
2. ↑  http://old.ilga.org/Statehomophobia/ILGA_State_Sponsored_Homophobia_2012.pdf - page 14
3. ↑  http://www.legifrance.gouv.fr/jopdf/common/jo_pdf.jsp?numJO=0&dateJO=19471123&pageDebut=11567&pageFin=&pa geCourante=11569).
4. ↑  http://www.unhcr.org/refworld/country,,IRBC,,BEN,,403dd22e0,0.html
5. 1 2  L'ambassade française à Cotonou, Bénin
6. ↑  http://old.ilga.org/Statehomophobia/ILGA_State_Sponsored_Homophobia_2012.pdf
7. ↑  Une diplomate française.
8. ↑  L'ancien ambassadeur des États-Unis d'Amérique, James Knight
9. ↑  « La Constitution de la République du Bénin », sur refer.org via Wikiwix (consulté le 3 novembre 2023).
10. ↑  « La Constitution de la République du Bénin », sur refer.org via Wikiwix (consulté le 3 novembre 2023).
11. ↑  « Bénin: une association de défense des transgenres satisfaite d’une condamnation après une agression », sur RFI, 2 juillet 2021 (consulté le 13 avril 2022)
12. ↑  2011 Country Reports on Human Rights Practices: Benin, Bureau of Democracy, Human Rights and Labor, U.S. Department of State, page 17
13. 1 2  « Bénin. Menace sur les personnes transgenres et leurs défenseurs après l’agression de trois d’entre elles », sur Amnesty International, 13 mai 2021 (consulté le 13 avril 2022)
14. ↑  « Etre adolescent et gay au Bénin, c’est vivre caché dans un monde libre », Le Monde.fr,‎ 25 décembre 2018 (lire en ligne, consulté le 13 avril 2022)
15. ↑  « if-benin.com/journee-mondiale-… »(Archive.org • Wikiwix • Archive.is • Google • Que faire ?).

## Source
- (en) Cet article est partiellement ou en totalité issu de l’article de Wikipédia en anglais intitulé « LGBT rights in Benin » (voir la liste des auteurs).